# هدية سعيد
هدية سعيد (23 مارس 1960 -)، ممثلة قطرية. تعتبر أول ممثلة في قطر، حيث بدأت مشوارها الفني عام 1971 من خلال الأعمال المسرحية مع فرقة الأضواء وتوالت أعمالها في المسرح والتلفزيون وفي الخليج، من أشهر أعمالها التلفزيونية مسلسل فايز التوش والمسلسل الكويتي بو هباش عندما قامت بدور زوجة «بو هباش» الرجل شديد البخل.

## مشوارها الفني
اشتغلت هدية بالتمثيل خلال دراستها دون معرفة أهلها. شاركت في بداياتها في إحدى المسرحيات وخلال العرض فوجئت بصعود شقيقها على خشبة المسرح وجذبها من شعرها وضربها أمام الجمهور، وبعدها ربطها بالسيارة وجرّها.
بعد تلك الواقعة تولد داخلها نوع من أنواع التحدي فكانت تذهب إلى المسرح دون معرفة أحد من أهلها وفكرت في أن الحل الوحيد للخروج من هذه الأزمة هو الزواج، واشترطت على زوجها أن تظل تعمل بالتمثيل ووافق على ذلك وبدأت في المشاركة في الأعمال الدرامية والمسرحية.أشادت هدية بوقفة زوجها بجانبها، ملمحة بأن اخاها الآن وبعد مرور هذه السنوات يفتخر بها وبأعمالها، مؤكدة على انها تلتزم بالعادات والتقاليد الخليجية في أعمالها ولا ترتدي غير الشيلة والعباءة.

## أعمالها

### في التلفزيون
| سنة الإنتاج | اسم المسلسل               | الشخصية         |
| ----------- | ------------------------- | --------------- |
| 1981        | الفرسان الثلاثة           |                 |
| 1983        | حكايات صلبوخ              |                 |
| 1984        | فايز التوش - الجزء الاول  | ام فايز         |
| 1985        | مغامرات جسوم              | الأم            |
| 1985        | فايز التوش - الجزء الثاني | ام فايز         |
| 1986        | مغامرات سعدون             |                 |
| 1987        | التائهة                   |                 |
| 1988        | فايز التوش - الجزء الثالث | ام فايز         |
| 1988        | صرخة ندم                  |                 |
| 1990        | البيت الكبير              |                 |
| 1991        | أيام العمر                | ام محمد         |
| 1991        | آه منك                    |                 |
| 1992        | الوريث                    | ام عادل         |
| 1993        | الناس بيزات               |                 |
| 1994        | عفوا سيدي الوالد          |                 |
| 1995        | عيني يا بحر               | ام بحر          |
| 1995        | بيت المغتني               |                 |
| 1996        | نأسف لهذا الخلل           | ازهار           |
| 1996        | بو هباش                   | ام هباش         |
| 1997        | الطير والعاصفة            | ام حمد          |
| 1999        | السدرة                    |                 |
| 1999        | أحلام البسطاء             | ظبية            |
| 2003        | يوم آخر                   | ام سعيد         |
| 2005        | سوالف الدنيا              |                 |
| 2007        | جمرة غصى                  | موزة - ضيفة شرف |
| 2008        | نعم ولا                   | ام منصور        |
| 2010        | تصانيف - الجزء الاول      |                 |
| 2011        | تصانيف - الجزء الثاني     |                 |
| 2014        | حب ولكن                   |                 |
| 2019        | هلي وناسي                 | ضيفة شرف        |

### المسرحيات
| سنة الإنتاج | اسم المسرحية          | الشخصية |
| ----------- | --------------------- | ------- |
|             | مظلوم ظلم مظلوم       |         |
|             | السيف ولا الضيف       |         |
| 1978        | قيس ولبنى             |         |
| 1982        | ثلاثة على واحد        |         |
| 1984        | ابتسام في قفص الاتهام |         |
| 1986        | عنتر وأبله            |         |
| 1988        | زلزال                 |         |
| 2018        | شللي يصير ؟!          |         |

### المسلسلات الإذاعية
- تجار المخشر
- ربيع بلا مطر

## روابط خارجية
- هدية سعيد على موقع قاعدة بيانات الأفلام العربية